# Lando Norris
Lando Norris (Bristol, 1999. november 13. –) brit-belga autóversenyző. Jelenleg a McLaren versenyzője a Formula–1-ben. 142-szer állt rajthoz, ezalatt 9 győzelme volt, 38 dobogós helyezése, 13 pole pozíciója és legjobb világbajnoki helyezése a második (2024). A 2016-os Formula Renault 2.0 Európa-kupa és a 2017-es Formula–3 Európa-bajnokság győztes pilótája, a 2018-as FIA Formula–2 szezon második helyezettje. 2024-ben konstruktőri világbajnokságot nyert csapattársával, Oscar Piastrival. 
Norris brit–belga kettős állampolgár, édesanyja Belgiumban született.

## Pályafutása

### A kezdetek
2014-ben aláírt a Carlin csapatához és az újonnan létrehozott Brit Formula–4-bajnokságban sorozatban kezdett versenyezni. Nyolc győzelmet, tíz pole-pozíciót és tizenöt dobogós helyezést ért el a sorozatban, amit meg is nyert 42 pontos előnnyel a második Ricky Collard előtt. Ebben az évben az ADAC Formula–4 és az Olasz Formula–4-ben is versenyzett a Mücke Motorsport pilótájaként.
A 2016-os idényt a Toyota Racing Series sorozatban kezdte meg. Hat győzelmet szerzett és megnyerte a sorozatot újoncként. Ebben az évben a Josef Kaufmann Racing csapatával indult az Formula Renault 2.0 Európa-kupában és a Formula Renault 2.0 NEC bajnokságban, mindkét bajnokságot megnyerte.

### Formula–3
A Carlin versenyzőjeként már a 2016-os idény utolsó három versenyén kipróbálta magát a Formula–3 Európa-bajnokságban vendégpilótaként. 2016 decemberében bejelentették, hogy 2017-ben teljes szezont fut. A bajnokságot meggyőző versenyzéssel meg is nyerte, az összesítésben a második helyezett, Joel Erikssont 53 ponttal megelőzve.

### Formula–2
2018-ban Formula–2 következett, amelybe 2017 év végén a Campos Racing színeiben már kipróbált. A Carlin versenyzőjeként teljesítette az egész szezont, és bár rögtön az első futamot megnyerte, utána a teljesítménye egy kissé visszaesett, és végül az összesítésben 68 ponttal kapott ki honfitársától, az ART Grand Prix istállónál versenyző George Russelltől. Mégis ő kapott ígéretesebb szerződést: míg Russell a Formula–1-ben sereghajtóvá vált Williamsnél kapott csak ülést, Norrist az ismét felívelőben lévő McLaren-csapat szerződtette le a 2019-es évre, amelynél már 2018-ban is tesztpilóta és tartalékversenyző is volt.

### Formula–1
A McLaren csapata a 2016-ban az év fiataljának választotta meg.
Norris ugyanis már korábban, 2017 februárjában aláírt a McLarenhez, a csapat tehetséggondozó programjának lett tagja. Júniusban az Algarve International Circuit versenypályán próbálhatott ki első alkalommal F1-es autót. A teszt előtt a csapat szimulátorában dolgozott, úgy döntöttek a brit istállónál, hogy megkapja azt a lehetőséget, hogy a 2011-es McLaren MP4-26-tal élesben is teszteljen. Augusztusban a Formula–1-es magyar nagydíjat követően megrendezésre kerülő teszt második napján körözhetett a Hungaroringen. 1:17,385-ös ideje a jobb volt mint, Fernando Alonso és Stoffel Vandoorne bármelyik mért köre a versenyhétvége folyamán. 91 kört tett meg és Sebastian Vettel mögött a második helyen végzett.
2017 novemberében a McLaren bejelentette, hogy a brit fiatal lesz a csapat hivatalos teszt-, és tartalékversenyzője a 2018-as szezonban.
A 2019-es évadban aztán a McLaren csapat versenyzőjeként élesben is lehetőséget kapott, és újoncként derekasan helyt állt. Bár csapattársától, a már több éves F1-es tapasztalattal rendelkező, és 2019-ben igazi csúcsformát mutató Carlos Sainz Jr.-tól éves összesítésben 47 ponttal kapott ki, egy körön többször is gyorsabbnak bizonyult nála. Mivel a csapat mindkét pilóta eredményével (és a közöttük kialakult, a Formula–1-ben szinte példátlanul jó csapattársi viszonnyal) is nagyon meg volt elégedve. A 2020-as évnek is McLaren pilótaként vághatott neki, és 2021-re is maradt a csapatnál.
2024-ben továbbra is a McLarennél volt Piastrival együtt. A bahrein nagydíjon hatodik lett. A miami nagydíjon megszerezte első győzelmét 110 verseny után. A spanyol nagydíjon a bajnokságban megelőzte Charles Leclerc-t. A magyar nagydíjon csapattársa megszerezte első győzelmét, Norris itt második lett. Ebben az évben megnyerte a holland nagydíjat, a szingapuri nagydíjat és az abu-dzabi nagydíjat. A bajnokságban a második lett, 63 ponttal kevesebbet szerzett Max Verstappennél (437–374).
2025-re esélye lett arra, hogy Verstappent legyőzze és világbajnok legyen. Az ausztrál nagydíjon első lett, Verstappen mögötte ért célba. A kínai nagydíjat csapattársa, Oscar Piastri nyerte meg, Norris második lett. A szaúd-arábiai nagydíjon Piastri újabb győzelmével 10 ponttal megelőzte őt a bajnokságban (99–89). Ezután Piastri lett a fő ellenfele a szezonban. A miami nagydíjon a sprintfutamon első lett, a versenyen viszont második, Piastrinak így pályafutása során már több győzelme volt, mint Norrisnak. Az osztrák nagydíjon újra elsőnként ért célba Norris, így mindkettejüknek 7–7 győzelme volt az évben.

## Eredményei

### Karrier összefoglaló
| Szezon | Bajnokság                        | Csapat               | Verseny     | Győzelem    | Pole        | Leggyorsabb kör | Dobogós helyezés | Pont        | Helyezés    |
| ------ | -------------------------------- | -------------------- | ----------- | ----------- | ----------- | --------------- | ---------------- | ----------- | ----------- |
| 2014   | Ginetta Junior bajnokság         | HHC Motorsport       | 20          | 4           | 8           | 2               | 11               | 432         | 3.          |
| 2015   | Brit Formula–4-bajnokság         | Carlin               | 30          | 8           | 10          | 9               | 14               | 413         | 1.          |
| 2015   | ADAC Formula–4-bajnokság         | Mücke Motorsport     | 8           | 1           | 0           | 3               | 6                | 131         | 8.          |
| 2015   | Olasz Formula–4-bajnokság        | Mücke Motorsport     | 6           | 0           | 0           | 3               | 1                | 51          | 11.         |
| 2015   | Brit Formula–4 Autumn Trophy     | HHC Motorsport       | 4           | 2           | 1           | 1               | 4                | 128         | 5.          |
| 2016   | BRDC Brit Formula–3-as bajnokság | Carlin               | 11          | 4           | 4           | 3               | 8                | 247         | 8.          |
| 2016   | Formula–3 Európa-bajnokság       | Carlin               | 3           | 0           | 0           | 0               | 0                | 0‡          | HN‡         |
| 2016   | Makaói nagydíj                   | Carlin               | 1           | 0           | 0           | 0               | 0                | —           | 11.         |
| 2016   | Formula Renault 2.0 Európa-kupa  | Josef Kaufman Racing | 15          | 5           | 6           | 4               | 12               | 253         | 1.          |
| 2016   | Formula Renault 2.0 NEC          | Josef Kaufman Racing | 15          | 6           | 10          | 4               | 11               | 326         | 1.          |
| 2016   | Toyota Racing Series             | M2 Competition       | 15          | 6           | 8           | 5               | 11               | 924         | 1.          |
| 2017   | Formula–3 Európa-bajnokság       | Carlin               | 30          | 9           | 8           | 8               | 20               | 441         | 1.          |
| 2017   | Formula–2                        | Campos Racing        | 2           | 0           | 0           | 0               | 0                | 0           | 25.         |
| 2017   | Formula–1                        | McLaren Honda        | Tesztpilóta | Tesztpilóta | Tesztpilóta | Tesztpilóta     | Tesztpilóta      | Tesztpilóta | Tesztpilóta |
| 2018   | Formula–2                        | Carlin               | 24          | 1           | 1           | 1               | 9                | 219         | 2.          |
| 2018   | Formula–1                        | McLaren              | Tesztpilóta | Tesztpilóta | Tesztpilóta | Tesztpilóta     | Tesztpilóta      | Tesztpilóta | Tesztpilóta |
| 2019   | Formula–1                        | McLaren              | 21          | 0           | 0           | 0               | 0                | 49          | 11.         |
| 2020   | Formula–1                        | McLaren              | 17          | 0           | 0           | 2               | 1                | 97          | 9.          |
| 2021   | Formula–1                        | McLaren              | 22          | 0           | 1           | 1               | 4                | 160         | 6.          |
| 2022   | Formula–1                        | McLaren              | 22          | 0           | 0           | 2               | 1                | 122         | 7.          |
| 2023   | Formula–1                        | McLaren              | 22          | 0           | 0           | 1               | 7                | 205         | 6.          |
| 2024   | Formula–1                        | McLaren              | 24          | 4           | 9           | 7               | 14               | 374         | 2.          |
| 2025   | Formula–1                        | McLaren              | 14          | 5           | 4           | 5               | 12               | 275*        | 2.*         |

* A szezon jelenleg is tart.
‡ Vendégpilótaként nem volt jogosult a pontszerzésre.

### Teljes Brit Formula–4-bajnokság eredménysorozata
(Táblázat értelmezése)

(Félkövér: pole-pozícióból indult; dőlt: leggyorsabb kört futott) 

| 1 | 9 | 1 | 4 | 6 | 10 | 10 | 1 | 3 | 2 | 8 | 1 | Ki | 12 | 2 | 2 | 8 | 2 | 1 | Ki | 7 | 1 | 8 | 2 | 1 | 7 | 10 | 1 | 7 | 2 |

### Teljes Toyota Racing Series eredménysorozata
| 3 | 1 | 9 | 2 | 2 | 1 | 1 | 17 | 6 | 1 | 2 | 1 | 3 | 4 | 1 |

### Teljes Formula Renault 2.0 Európa-kupa eredménysorozata
| Év   | Csapat                | ARA | ARA | ARA | MON | MNZ | MNZ | MNZ | RBR | RBR | LEC | LEC | SPA | SPA | EST | EST | Helyezés | Pont |
| ---- | --------------------- | --- | --- | --- | --- | --- | --- | --- | --- | --- | --- | --- | --- | --- | --- | --- | -------- | ---- |
| 2016 | Josef Kaufmann Racing | 2   | 1   | 1   | 18  | 1   | 7   | 2   | 1   | 3   | 2   | 1   | 3   | 2   | 16  | 2   | 1.       | 253  |

### Teljes Formula Renault 2.0 NEC eredménysorozata
| Év   | Csapat                | MNZ | MNZ | SIL | SIL | HUN | HUN | SPA | SPA | ASS | ASS | NÜR | NÜR | HOC | HOC | HOC | Helyezés | Pont |
| ---- | --------------------- | --- | --- | --- | --- | --- | --- | --- | --- | --- | --- | --- | --- | --- | --- | --- | -------- | ---- |
| 2016 | Josef Kaufmann Racing | 3   | 4   | Ki  | 1   | 1   | Ki  | 1   | 1   | 1   | 2   | 2   | 1   | 2   | 4   | 3   | 1.       | 326  |

### Teljes Formula–3 Európa-bajnokság eredménysorozata
(Táblázat értelmezése)

(Félkövér: pole-pozícióból indult; dőlt: leggyorsabb kört futott) 

| Év   | Csapat | 1     | 2       | 3     | 4     | 5     | 6       | 7       | 8     | 9        | 10      | 11       | 12    | 13       | 14      | 15    | 16    | 17       | 18      | 19    | 20      | 21      | 22    | 23    | 24      | 25      | 26    | 27        | 28       | 29       | 30       | Helyezés | Pont |
| ---- | ------ | ----- | ------- | ----- | ----- | ----- | ------- | ------- | ----- | -------- | ------- | -------- | ----- | -------- | ------- | ----- | ----- | -------- | ------- | ----- | ------- | ------- | ----- | ----- | ------- | ------- | ----- | --------- | -------- | -------- | -------- | -------- | ---- |
| 2016 | Carlin | LEC 1 | LEC 2   | LEC 3 | HUN 1 | HUN 2 | HUN 3   | PAU 1   | PAU 2 | PAU 3    | RBR 1   | RBR 2    | RBR 3 | NOR 1    | NOR 2   | NOR 3 | ZAN 1 | ZAN 2    | ZAN 3   | SPA 1 | SPA 2   | SPA 3   | NÜR 1 | NÜR 2 | NÜR 3   | IMO 1   | IMO 2 | IMO 3     | HOC 1 Ki | HOC 2 16 | HOC 3 16 | Hn‡      | 0‡   |
| 2017 | Carlin | SIL 1 | SIL 2 9 | SIL 3 | MNZ 1 | MNZ 2 | MNZ 3 2 | PAU 1 2 | PAU 2 | PAU 3 Ki | HUN 1 8 | HUN 2 14 | HUN 3 | NOR 1 11 | NOR 2 1 | NOR 3 | SPA 1 | SPA 2 Ki | SPA 3 1 | ZAN 1 | ZAN 2 3 | ZAN 3 1 | NÜR 1 | NÜR 2 | NÜR 3 1 | RBR 1 4 | RBR 2 | RBR 3 17† | HOC 1 2  | HOC 2 11 | HOC 3 4  | 1.       | 441  |

‡ Vendégpilótaként nem volt jogosult a pontszerzésre.

### Teljes FIA Formula–2-es eredménysorozata
(Táblázat értelmezése)

(Félkövér: pole-pozícióból indult; dőlt: leggyorsabb kört futott) 

| Év   | Csapat        | 1         | 2         | 3         | 4         | 5         | 6         | 7         | 8         | 9          | 10        | 11        | 12         | 13         | 14        | 15        | 16        | 17        | 18        | 19        | 20        | 21         | 22         | 23        | 24        | Helyezés | Pont |
| ---- | ------------- | --------- | --------- | --------- | --------- | --------- | --------- | --------- | --------- | ---------- | --------- | --------- | ---------- | ---------- | --------- | --------- | --------- | --------- | --------- | --------- | --------- | ---------- | ---------- | --------- | --------- | -------- | ---- |
| 2017 | Campos Racing | BHR FEA   | BHR SPR   | ESP FEA   | ESP SPR   | MON FEA   | MON SPR   | AZE FEA   | AZE SPR   | AUT FEA    | AUT SPR   | GBR FEA   | GBR SPR    | HUN FEA    | HUN SPR   | BEL FEA   | BEL SPR   | ITA FEA   | ITA SPR   | JER FEA   | JER SPR   | UAE FEA Ki | UAE FEA 13 |           |           | 25.      | 0    |
| 2018 | Carlin        | BHR FEA 1 | BHR SPR 4 | AZE FEA 6 | AZE SPR 4 | ESP FEA 3 | ESP SPR 3 | MON FEA 8 | MON SPR 3 | FRA FEA 16 | FRA SPR 5 | AUT FEA 2 | AUT SPR 11 | GBR FEA 10 | GBR SPR 3 | HUN FEA 2 | HUN SPR 4 | BEL FEA 4 | BEL SPR 2 | ITA FEA 6 | ITA SPR 5 | RUS FEA Ki | RUS SPR Ki | UAE FEA 5 | UAE FEA 2 | 2.       | 219  |

### Teljes Formula–1-es eredménysorozata
(Táblázat értelmezése)

(Félkövér: pole-pozícióból indult; dőlt: leggyorsabb kört futott) 

| Év   | Csapat  | 1      | 2      | 3       | 4     | 5      | 6      | 7      | 8      | 9      | 10      | 11      | 12     | 13      | 14     | 15    | 16     | 17     | 18     | 19     | 20     | 21     | 22    | 23     | 24    | Helyezés | Pont |
| ---- | ------- | ------ | ------ | ------- | ----- | ------ | ------ | ------ | ------ | ------ | ------- | ------- | ------ | ------- | ------ | ----- | ------ | ------ | ------ | ------ | ------ | ------ | ----- | ------ | ----- | -------- | ---- |
| 2018 | McLaren | AUS    | BHR    | CHN     | AZE   | ESP    | MON    | CAN    | FRA    | AUT    | GBR     | GER     | HUN    | BEL Tp  | ITA Tp | SIN   | RUS Tp | JPN Tp | USA Tp | MEX Tp | BRA Tp | UAE    |       |        |       | –        | –    |
| 2019 | McLaren | AUS 12 | BHR 6  | CHN 18† | AZE 8 | ESP Ki | MON 11 | CAN Ki | FRA 9  | AUT 6  | GBR 11  | GER Ki  | HUN 9  | BEL 11† | ITA 10 | SIN 7 | RUS 8  | JPN 11 | MEX Ki | USA 7  | BRA 8  | UAE 8  |       |        |       | 11.      | 49   |
| 2020 | McLaren | AUT 3  | STY 5  | HUN 13  | GBR 5 | 70 9   | ESP 10 | BEL 7  | ITA 4  | TOS 6  | RUS 15  | EIF Ki  | POR 13 | EMI 8   | TUR 8  | BHR 4 | SAK 10 | UAE 5  |        |        |        |        |       |        |       | 9.       | 97   |
| 2021 | McLaren | BHR 4  | EMI 3  | POR 5   | ESP 8 | MON 3  | AZE 5  | FRA 5  | STY 5  | AUT 3  | GBR 4   | HUN Ki  | BEL 14 | NED 10  | ITA 2  | RUS 7 | TUR 7  | USA 8  | MEX 10 | BRA 10 | QAT 9  | SAU 10 | UAE 7 |        |       | 6.       | 160  |
| 2022 | McLaren | BHR 15 | SAU 7  | AUS 5   | EMI 3 | MIA Ki | ESP 8  | MON 6  | AZE 9  | CAN 15 | GBR 6   | AUT 7   | FRA 7  | HUN 7   | BEL 12 | NED 7 | ITA 7  | SIN 4  | JPN 10 | USA 6  | MEX 9  | BRA Ki | UAE 6 |        |       | 7.       | 122  |
| 2023 | McLaren | BHR 17 | SAU 17 | AUS 6   | AZE 9 | MIA 17 | MON 9  | ESP 17 | CAN 13 | AUT 4  | GBR 2   | HUN 2   | BEL 7  | NED 7   | ITA 8  | SIN 2 | JPN 2  | QAT 3  | USA 2  | MEX 5  | BRA 2  | LVS Ki | UAE 5 |        |       | 6.       | 205  |
| 2024 | McLaren | BHR 6  | SAU 8  | AUS 3   | JPN 5 | CHN 2  | MIA 1  | EMI 2  | MON 4  | CAN 2  | ESP 2   | AUT 20† | GBR 3  | HUN 2   | BEL 5  | NED 1 | ITA 3  | AZE 4  | SIN 1  | USA 4  | MEX 2  | BRA 6  | LVS 6 | QAT 10 | UAE 1 | 2.       | 374  |
| 2025 | McLaren | AUS 1  | CHN 2  | JPN 2   | BHR 3 | SAU 4  | MIA 2  | EMI 2  | MON 1  | ESP 2  | CAN 18† | AUT 1   | GBR 1  | BEL 2   | HUN 1  | NED   | ITA    | AZE    | SIN    | USA    | MEX    | BRA    | LVS   | QAT    | UAE   | 2.*      | 275* |

* A szezon jelenleg is zajlik.
† A versenyt nem fejezte be, de helyezését értékelték, mert a versenytáv több, mint 90%-át teljesítette.

#### Győzelmei a Formula-1-ben
| Év   | Nagydíj            | Csapat  | Verseny | Rajthely |
| ---- | ------------------ | ------- | ------- | -------- |
| 2024 | miami nagydíj      | McLaren | 110.    | 5.       |
| 2024 | holland nagydíj    | McLaren | 119.    | 1.       |
| 2024 | szingapúri nagydíj | McLaren | 122.    | 1.       |
| 2024 | abu-dzabi nagydíj  | McLaren | 128.    | 1.       |
| 2025 | ausztrál nagydíj   | McLaren | 129.    | 1.       |
| 2025 | monacói nagydíj    | McLaren | 136.    | 1.       |
| 2025 | osztrák nagydíj    | McLaren | 139.    | 1.       |
| 2025 | brit nagydíj       | McLaren | 140.    | 3.       |
| 2025 | magyar nagydíj     | McLaren | 142.    | 3.       |

### Daytonai 24 órás autóverseny
| Év   | Csapat            | Csapattárs                    | Autó                    | Kategória | Kör | Összetett Helyezés | Kategória Helyezés |
| ---- | ----------------- | ----------------------------- | ----------------------- | --------- | --- | ------------------ | ------------------ |
| 2018 | United Autosports | Philip Hanson Fernando Alonso | Ligier JS P217 - Gibson | P         | 718 | 38.                | 13.                |